# Amegilla mimica
Amegilla mimica là một loài Hymenoptera trong họ Apidae. Loài này được Rayment mô tả khoa học năm 1944.